# 只木章広
只木 章広（ただき あきひろ、1975年4月16日 - ）は栃木県宇都宮市出身の元サッカー選手、サッカー指導者。ポジションはミッドフィールダー。
栃木SC時代は、「栃木の皇帝」「ミスター栃木SC」 と称された。

## 来歴
御幸サッカースポーツ少年団、宇都宮市立鬼怒中学校を経て1991年に栃木県立真岡高校に進学。2学年上に上野優作が、同級生には堀田利明がいた。
高校時に1991年・1992年と高校選手権出場を経験した。高校卒業後は順天堂大学に進学。大学時代の同級生には堀田の他川口信男がいた。川口とは卒業後も電話で話をする仲であると語っている。3年次の1996年度大会で総理大臣杯優勝を経験した。

### 栃木SC
大卒後の1999年より栃木SCに入団。県内の高等学校で教員として勤務しながらサッカーに打ち込んだ。栃木SCは同年度の全国地域サッカーリーグ決勝大会に出場、北陸電力サッカー部アローズ北陸に次いで2位の成績を修め、翌年度の日本フットボールリーグ参入を決めた。
2000年より背番号10番を付けて、22試合中19試合に出場。主将を務めていた2005年度にはそれまでの歴代最高である年間4位の成績を経験した。この年の5月22日、前期リーグ第10節で栃木SCは初めてHonda FCに勝利した が、只木はその試合について「今までで一番記憶に残っている試合」だと語っている。翌2006年には栃木県代表として第86回天皇杯全日本サッカー選手権大会に出場、1回戦 ( 佐賀大学戦) で1得点、4回戦 ( 清水エスパルス戦) で1得点を挙げた。栃木SCは4回戦で敗退したが、3回戦でJリーグのクラブに勝利、4回戦でもJ1のクラブと互角に渡り合った ことで、栃木SCの目標であったJリーグ参入への動きが急速に進んでいったが、Jリーグ経験者がプロ契約選手として多数加入する中、只木はベンチ入りや遠征帯同こそ経験するものの、出場機会を減らしていった。同年度シーズンには選手・指導者陣全員のプロ化の方針が発表され、他のアマチュア選手と共にシーズン終了後退団した。

### 指導者
2008年度より当時関東リーグ2部所属であったヴェルフェたかはら那須に入団。2009年度にはリーグ優勝と1部リーグ昇格を経験した。2010年度は1部リーグ4位の成績を修めたが、シーズン終了後現役を引退した。また、勤務先である栃木県立宇都宮白楊高等学校サッカー部で監督をつとめ、2009年1月開催の第87回全国高等学校サッカー選手権大会に出場した。同校は2回戦 (初戦) をPK戦で勝ち抜いたが3回戦で鹿児島城西高等学校に敗北した。
2011年、ヴェルフェたかはら那須のアドバイザリーに就任。
2012年3月11日、元栃木SCの選手で栃木SCドリームアンバサダーを務める佐藤悠介が主催した「3.11悠介ドリームズメモリアルゲーム」に参加した。只木は「栃木SC OB」チームのキャプテンとして出場、久々に背番号10の栃木SCユニフォームに袖を通した。
2012年6月、「3.11悠介ドリームズメモリアルゲーム」に参加したことがきっかけの一つとなり、ヴェルフェたかはら那須で現役に復帰した。
2015年3月をもって栃木県職員を退職して、同年4月に栃木SCのジュニアユース監督に就任した。
2022年より栃木SCのU-18監督兼育成部長に就任した。

## 成績

### 出場記録
| 国内大会個人成績 | 国内大会個人成績 | 国内大会個人成績 | 国内大会個人成績 | 国内大会個人成績                       | 国内大会個人成績 | 国内大会個人成績 | 国内大会個人成績 | 国内大会個人成績 | 国内大会個人成績 | 国内大会個人成績 | 国内大会個人成績 |
| 年度             | クラブ           | 背番号           | リーグ           | リーグ戦                               | リーグ戦         | リーグ杯         | リーグ杯         | オープン杯       | オープン杯       | 期間通算         | 期間通算         |
| 年度             | クラブ           | 背番号           | リーグ           | 出場                                   | 得点             | 出場             | 得点             | 出場             | 得点             | 出場             | 得点             |
| 日本             | 日本             | 日本             | 日本             | リーグ戦                               | リーグ戦         | リーグ杯         | リーグ杯         | 天皇杯           | 天皇杯           | 期間通算         | 期間通算         |
| ---------------- | ---------------- | ---------------- | ---------------- | -------------------------------------- | ---------------- | ---------------- | ---------------- | ---------------- | ---------------- | ---------------- | ---------------- |
| 1999             | 栃木SC           | -                | 関東             |                                        |                  | -                | -                |                  |                  |                  |                  |
| 2000             | 栃木SC           | 10               | JFL              | 19                                     |                  | -                | -                |                  |                  |                  |                  |
| 2001             | 栃木SC           | 10               | JFL              | 25                                     |                  | -                | -                |                  |                  |                  |                  |
| 2002             | 栃木SC           | 10               | JFL              | 14                                     |                  | -                | -                |                  |                  |                  |                  |
| 2003             | 栃木SC           | 10               | JFL              | 26                                     |                  | -                | -                |                  |                  |                  |                  |
| 2004             | 栃木SC           | 10               | JFL              | 27                                     |                  | -                | -                |                  |                  |                  |                  |
| 2005             | 栃木SC           | 10               | JFL              | 27                                     |                  | -                | -                |                  |                  |                  |                  |
| 2006             | 栃木SC           | 10               | JFL              | 26                                     |                  | -                | -                |                  |                  |                  |                  |
| 2007             | 栃木SC           | 10               | JFL              | 11                                     |                  | -                | -                |                  |                  |                  |                  |
| 2008             | V那須            | 30               | 関東2部          |                                        | 0                | -                | -                | -                | -                |                  | 0                |
| 2009             | V那須            | 30               | 関東2部          |                                        | 0                | -                | -                |                  |                  |                  |                  |
| 2010             | V那須            | 30               | 関東1部          |                                        | 0                | -                | -                | -                | -                |                  | 0                |
| 2012             | V那須            | 26               | 関東1部          |                                        |                  | -                | -                | 1                | 0                |                  |                  |
| 通算             | 日本             | 日本             | JFL              | \|\|\|\|colspan="2"\|-\|\|\|\|\|\|\|\| |                  |                  |                  |                  |                  |                  |                  |
| 通算             | 日本             | 日本             | 関東1部          | \|\|\|\|colspan="2"\|-\|\|\|\|\|\|\|\| |                  |                  |                  |                  |                  |                  |                  |
| 通算             | 日本             | 日本             | 関東2部          | \|\|\|\|colspan="2"\|-\|\|\|\|\|\|\|\| |                  |                  |                  |                  |                  |                  |                  |
| 総通算           | 総通算           | 総通算           | 総通算           | \|\|\|\|colspan="2"\|-\|\|\|\|\|\|\|\| |                  |                  |                  |                  |                  |                  |                  |

## 指導歴
- 2008年 - 2010年 ヴェルフェたかはら那須 選手兼コーチ
- 2011年 - ヴェルフェたかはら那須 アドバイザリー
- 2015年 - 栃木SC
  - 2015年4月 - 2015年12月 ジュニアユース監督
  - 2016 - 2021年　U-18コーチ兼育成部長
  - 2022年 -　U-18監督兼育成部長